# 埃爾帕拉伊索 (埃爾帕拉伊索省)
埃爾帕拉伊索（西班牙語：El Paraíso），是洪都拉斯的城鎮，位於該國南部，由埃爾帕拉伊索省負責管轄，始建於1889年，面積356.17平方公里，海拔高度817米，2001年人口34,653，人口密度每平方公里97.29人。
13°52′0″N 86°33′0″W / 13.86667°N 86.55000°W